# Frank Bosman
Franciscus Gerardus (Frank) Bosman (Leidschendam, 3 november 1978) is een Nederlandse cultuurtheoloog verbonden aan de Faculteit Katholieke Theologie van de Tilburg University. 

## Biografie
Bosman bestudeert en analyseert de cultuur van de laatmoderne samenleving met specifieke belangstelling voor de expliciete en impliciete religieuze en levensbeschouwelijke elementen hierin.
Van 1998 tot 2004 studeerde Bosman katholieke theologie met focus op moderne ecclesiologie en huwelijksrecht. In mei 2011 werd Bosman tijdens de eerste Nacht van de Theologie uitgeroepen tot Theoloog van het Jaar. In 2014 promoveerde hij op een proefschrift over Hugo Ball met als promotor Paul van Geest. Bosman werkte achtereenvolgens als programmacoördinator bij LUCE/Centrum voor Religieuze Communicatie van de Tilburg School of Catholic Theology en als senior onderzoeker aan het (inmiddels opgeheven) Tilburg Cobbenhagen Center, ook een onderdeel van de Tilburg University. Zijn huidige functie aan dezelfde faculteit is die van universitair docent cultuurtheologie.
Bosman leende zijn stem aan de Holle Bolle Gijs van de in 2024 geopende Efteling-attractie Danse Macabre. Tevens vervulde Bosman een adviserende rol bij de ontwikkeling van de attractie en het omliggende gebied.

### Opiniemaker
Hij werkte achtereenvolgens als eindredacteur bij het Katholiek Nieuwsblad, als hoofdredacteur bij RKNieuws.net en voor de Stichting Edward Schillebeeckx. Sinds 1 maart 2013 is hij toegetreden tot de redactie van de Nederlandse rooms-katholieke website Katholiek.nl. Hij verschijnt geregeld in landelijke media (kranten, televisie, internet) als opiniemaker en essayist op het gebied van religie, moderne cultuur en media en is een bekend katholiek blogger. Voor Kruispunt verzorgde Bosman van 2010 tot 2012 een tweewekelijkse mediacolumn. Bosman is vanaf 2014 een van de vaste commentatoren voor het NPO Radio 1-programma Dit is de Dag (EO). Tussen maart 2016 en december 2017 maakte hij tevens deel uit van het panel van De Tafel van Tijs, een discussieprogramma op NPO 2, eveneens van de EO. Begin januari 2018 startte hij als medepresentator van het EO-televisieprogramma Van Harte en is schuift hij geregeld aan bij het actualiteitenprogramma Uitgelicht! op Family7.

## Politieke achtergrond
In juni 2015 werd Bosman lid van de politieke partij ChristenUnie. Hij had eerder beloofd zich te zullen aanmelden als de partij de Drie Formulieren van Enigheid uit haar grondslag zou schrappen. In de Formulieren komt de Rooms-katholieke kerk er nogal bekaaid af. Zo wordt de "paapse mis" een "vervloekte afgoderij" genoemd.